# Joe Bausch: Im Kopf des Verbrechers
Joe Bausch: Im Kopf des Verbrechers ist eine deutsche Dokuserie, die von dem Fernsehsender Sat.1 Gold ausgestrahlt wird.

## Inhalt
Der bekannte Anstaltsarzt Joe Bausch, der seit 30 Jahren als Gefängnisarzt arbeitet, analysiert bekannte Kriminalfälle der deutschen und österreichischen Geschichte. Dabei geht er vor allem auf die Psychologie der Täter ein und analysiert deren Handlungsweise und was sie antreibt, sodass es letztendlich zu der Tat kommen konnte. Viele seiner Patienten sind/waren Mörder und Schwerverbrecher. In einer der ersten Folgen beschäftigt Bausch sich mit dem sogenannten „Rhein-Ruhr-Ripper“, der in den 1990er Jahren vier Frauen ermordete.

## Ausstrahlung
Die Ausstrahlung der ersten Folge erfolgte am 23. März 2016. Seitdem wurde die Sendung bis zum 29. Januar 2024 wöchentlich von „Sat.1 Gold“ ausgestrahlt. Es wurden 121 Folgen produziert.

## Episoden
1. Josef Fritzl
2. Der Maskenmann
3. Der Schrebergartenmörder
4. Kindermörder Silvio S.
5. Serienmörder Volker Eckert
6. Das Monster der Ardennen
7. Der Mörder von Remagen
8. Der Eisengel
9. Der Killerpolizist
10. Die Amokläuferin
11. Untherapierbar böse
12. Der Kannibale von Rothenburg
13. Dr. Porno
14. Der Knastpoet
15. Der Silvestermörder
16. Der Kinder-Killer
17. Der „Todes-Högel“
18. Tödliches Date
19. Familienmord
20. Der Rückfall
21. Der mörderische Onkel
22. Wie Ratten im Labor
23. Die Raubmörderin
24. Ein exemplarischer Triebtäter
25. Phantom von Kehl
26. Mein Nachbar, der Mörder
27. Jubiläum – Ein Jahr im Kopf des Verbrechers – Der Podcast
28. Der Oma-Mörder
29. Ist Psychopathie heilbar?
30. Das Narbenmonster
31. Mord am Pool
32. Der Erpresser
33. Das Sadisten-Paar
34. Mord-Tattoo
35. Der Pausenbrotkiller
36. Ronny Rieken
37. Doppelmord Schnaittach: Wir vermissen sie schmerzlichst
38. Der Campingplatzkiller
39. Der kleine Prinz
40. Blutige Weihnachten
41. Die Folterhexe
42. Mordlust
43. Das mörderische Chamäleon
44. Die Fratze des Bösen
45. Die Intelligenz-Bestie
46. Hinter Gittern
47. Der böse Bär
48. King Kong pervers
49. Kalte Asche
50. Vernichte die Spinne
51. Tödliches Vertrauen
52. Der Fünffachmörder
53. Bei Anruf Mord
54. Gier frisst Herz
55. Ich schreie so laut ich kann
56. Europes most wanted
57. Hinter Gittern: Drogen
58. Der Frauenversteher
59. Familie Frosta
60. Die dunkle Seite der Seele
61. Der Bäcker war’s
62. Der Mordpastor
63. Der niederträchtige Nachbar
64. Tödliches Rendezvous
65. Der Säurefassmörder
66. Schmutziger Wahn
67. Kalter Krieg
68. Steuerberater vs. Finanzamt
69. Hinter Gittern: Sex
70. Der Maseratimörder
71. Der Strom-Sadist
72. Der Hurenmörder
73. Der dunkle Reiter
74. Ausgetrickst
75. Die schwarze Witwe
76. Der Stalker
77. Mord in Apulien
78. Die Kudamm-Raser
79. Seelisch abartig
80. Falling Down
81. Mordlust
82. Die Giftmörderin vom Tegernsee
83. Schwester Tod
84. Der Radarfallenmörder
85. Der Fassmörder
86. Die Kindermörderin
87. Der FC-Bayern-Erpresser
88. Die Knastmörder
89. Mörder ohne Maske
90. Sie ist mein Blut
91. Der WM-Mörder
92. Der Schmerzliebende
93. Der schreckliche Weihnachtsmann
94. Der Narzisst
95. Der Manipulator
96. Mein Freund, mein Mörder
97. Die Prophezeiung
98. Todesfalle Auto
99. Das Untier
100. Der Moshammer-Mörder
101. Im Liebeswahn
102. Der Pitbull
103. Die Höhle des Grauens
104. Der Kastrat
105. Der Ehemann
106. Böse Kinder
107. Im Affekt
108. Der große Mucki
109. Der Handymord
110. Der Giftmörder
111. Der Verlassene
112. Die Sexdate-Killerin
113. Das Horrorpaar von Höxter
114. Böse Eltern
115. Die Entführer
116. Der Lügner Teil 1
117. Der Lügner Teil 2
118. Mord ohne Leiche
119. Der Silvestermord
120. Dann schlaf auch du
121. Der Katzenkönig